# Prionoderita
Prionoderita is een geslacht van kevers uit de familie bladkevers (Chrysomelidae).
De wetenschappelijke naam van het geslacht werd in 2004 gepubliceerd door Flowers.

## Soorten
- Prionoderita nixa (Bechyne, 1953)